# Roman Blahyj
Roman Serhijowytsch Blahyj (ukrainisch Роман Сергійович Благий; * 25. Oktober 1987 in Kiew, Ukrainische SSR, Sowjetunion) ist ein ukrainischer Eishockeyspieler, der seit Anfang 2022 erneut beim HK Sokil Kiew in der Ukrainischen Eishockeyliga unter Vertrag steht.

## Karriere
Roman Blahyj begann seine Karriere als Eishockeyspieler beim HK Kiew, für den er in der B-Gruppe der East European Hockey League und in der Ukrainischen Liga spielte. 2004 wurde er mit dem Klub aus seiner Heimatstadt ukrainischer Vizemeister. Anschließend wechselte er nach Belarus zum HK Brest, bei dem er sowohl in der Extraliga als auch in der zweitklassigen Wysschaja Liga eingesetzt wurde. 2006 wechselte er innerhalb von Belarus zum HK Mahiljou, kam dort aber in zwei Jahren nur zu vier Einsätzen in der Extraliga und spielte ansonsten in der zweiten Mannschaft in der Wysschaja Liga. Daraufhin ging er für ein Jahr in seine Heimatstadt zurück zum Rekordmeister HK Sokil Kiew, mit dem er 2009 den ukrainischen Meistertitel gewinnen konnte. Anschließend verließ er die Ukraine wieder und schloss sich Gornyak Rudny an. Bereits nach kurzer Zeit wechselte er jedoch zu HK Ertis Pawlodar und später über HK Kasachmys Satpajew zum HK Saryarka Karaganda. 2011 kehrte Blahyj in die Ukraine zurück und spielte für den HK Donbass Donezk zunächst in der einheimischen Professionellen Hockey-Liga, die er mit seiner Mannschaft 2012 und 2013 gewinnen konnte, und ab 2013 in der multinationalen Kontinentalen Hockey-Liga. Als aufgrund des Krieges in der Ostukraine ab 2014 kein Spielbetrieb in Donezk mehr möglich war, wechselte er in die Wysschaja Hockey-Liga, wo er je ein Jahr bei Jermak Angarsk und erneut bei Saryarka Karaganda spielte. Nachdem er 2016 Torschützenkönig der Wysschaja Hockey-Liga geworden war, verpflichtete ihn Metallurg Nowokusnezk aus der Kontinentalen Hockey-Liga. Bereits nach sechs Spielen verließ er das Team aus dem Süden Sibiriens wieder und kehrte nach Donezk zurück, wo er mit dem HK Donbass 2017 erneut einen ukrainischen Meistertitel erringen konnte. Anschließend wechselte er zu Dunaújvárosi Acélbikák in die MOL Liga, verließ den Klub aber bereits nach vier Spielen wieder und schloss sich dem HK Arlan Kökschetau aus der kasachischen Liga an. Nachdem er in der Spielzeit 2018/19 nicht gespielt hatte, begann er die folgende Spielzeit beim HK Babrujsk in der zweiten belarussischen Liga, wechselte aber schon im Dezember 2019 zum HK Bilyj Bars Browary in die Ukraine. Seit 2021 spielte er für den HK Mariupol, wechselte aber bereits Anfang 2022 zum HK Sokil Kiew. Mit diesem wurde er 2022, 2023 und 2024 und erneut ukrainischer Meister und 2022 auch Pokalsieger.

### International
Im Juniorenbereich spielte Blahyj zunächst beim Division-II-Turnier der U-18-Weltmeisterschaft 2004, als ihm mit den Ukrainern der Aufstieg in die Division I glang. Dort belegte er mit seiner Mannschaft ein Jahr später den dritten Platz. Aufgrund der guten Leistungen wurde er 2005 auch für die U-20-WM, bei der die Ukraine ebenfalls in der Division I spielten nominiert. Auch 2006 und 2007 stand er für die Ukraine bei der U20-WM in der Division I auf dem Eis.
Sein Debüt in der Herren-Nationalmannschaft gab Blahyj hingegen erst im November 2012, als er in seiner Geburtsstadt Kiew an der ersten Qualifikationsrunde für die Olympischen Winterspiele 2014 in Sotschi teilnahm. Nach drei klaren Siegen qualifizierten sich die Ukrainer für die zweite Runde, die im Februar 2013 im dänischen Vojens stattfand. Dort schied die Mannschaft nach drei Niederlagen aus und konnte sich nicht für die Olympischen Spiele qualifizieren. Zwei Monate später nahm Blahyj an der Weltmeisterschaft der Division I teil und stieg mit seinem Team durch den Sieg beim Turnier in Donezk von der B- in die A-Gruppe auf. Mit sechs Toren war er zudem gemeinsam mit dem Esten Aleksei Sibirtsev und dem Litauer Aimas Fiščevas bester Torschütze des Turniers. Auch bei den Weltmeisterschaften 2014, 2015, 2016, 2017 und 2022 stand er für seine Farben in der Division I auf dem Eis. Zudem nahm er mit der Ukraine an den Qualifikationsturnieren für die Olympischen Winterspiele in Pyeongchang 2018, in Peking 2022 und in Mailand 2026 teil.

## Erfolge und Auszeichnungen
- 2004 Aufstieg in die Division I bei der U-18-Weltmeisterschaft, Division II
- 2009 Ukrainischer Meister mit dem HK Sokil Kiew
- 2012 Ukrainischer Meister mit dem HK Donbass Donezk
- 2013 Ukrainischer Meister mit dem HK Donbass Donezk
- 2013 Aufstieg in die Division I, Gruppe A, bei der Weltmeisterschaft der Division I, Gruppe B
- 2013 Bester Torschütze bei der Weltmeisterschaft, Division I, Gruppe B
- 2016 Torschützenkönig der Wysschaja Hockey-Liga
- 2016 Aufstieg in die Division I, Gruppe A, bei der Weltmeisterschaft der Division I, Gruppe B
- 2017 Ukrainischer Meister mit dem HK Donbass Donezk
- 2022 Ukrainischer Meister und Pokalsieger mit dem HK Sokil Kiew
- 2023 Ukrainischer Meister  mit dem HK Sokil Kiew
- 2024 Ukrainischer Meister  mit dem HK Sokil Kiew

## Statistik
(Stand: Ende der Spielzeit 2016/17)